# Jim Hermiston
Jim Hermiston (Edimburgo, 30 settembre 1947) è un ex calciatore scozzese, di ruolo difensore e centrocampista.

## Carriera

### Club
Si forma dapprima nell'Edina Hibs per poi passare al Bonnyrigg Rose, società che lascerà nel 1966 per giocare nell'Aberdeen, con cui esordisce nella massima divisione scozzese nella Scottish Division One 1966-1967 nell'incontro contro l'Ayr Utd del 15 ottobre 1966, ottenendo in campionato il quarto posto e raggiungendo la finale dalla Scottish Cup 1966-1967, persa contro il Celtic.
Nell'estate 1967 con il suo club disputò il campionato nordamericano organizzato dalla United Soccer Association: accadde infatti che tale campionato fu disputato da formazioni europee e sudamericane per conto delle franchigie ufficialmente iscritte al campionato, che per ragioni di tempo non avevano potuto allestire le proprie squadre. L'Aberdeen rappresentò i Washington Whips, vincendo la Eastern Division, qualificandosi per la finale. La finale vide i Whips cedere ai Los Angeles Wolves, rappresentati dai Wolverhampton.
Ottiene un quinto posto nella stagione 1967-1968, in cui raggiunge con i suoi gli ottavi di finale della Coppa delle Coppe 1967-1968, a cui segue il quindicesimo nella Scottish Division One 1968-1969. 
Nella stagione 1969-1970 con i Dons conquista l'ottavo posto finale e vince la Scottish Cup 1969-1970.
Le seguenti due stagioni, 1970-1971 e 1971-1972, sono chiuse entrambe al secondo posto alle spalle dei campioni del Celtic.
Nella stagione 1972-1973 ottiene il quarto posto in campionato. L'anno seguente ottiene il quarto posto in campionato a cui seguì il quinto nella Scottish Division One 1974-1975, disputato con la fascia da capitano. Al termine della stagione annuncia il suo ritiro per divenire agente di polizia.
Nel 1976 si trasferisce in Australia dove, pur continuando a svolgere il mestiere di poliziotto, riprende l'attività agonistica giocando nel Grange Thistle, nel Brisbane City e nel Brisbane Lions.

### Nazionale
Ha giocato nel 1971 un incontro amichevole con la Nazionale Under-23 di calcio della Scozia. Fu tra i 40 preselezionati della squadra scozzese per il campionato mondiale di calcio 1974. 

## Palmarès
- Coppa di Scozia: 1

Aberdeen: 1970